# Faith Evans
Faith Renée Evans (n. 10 iunie 1973, Lakeland⁠(d), Florida, SUA) este o cântăreață, producătoare, actriță și scriitoare americană. Născută în Lakeland, Florida și crescută în Newark, New Jersey, Evans se mută în Los Angeles în 1993 pentru a-și începe cariera muzicală. După ce lucrează alături de Al B. Sure și Christopher Williams ca și vocalistă de fundal, este contactată de Diddy, Faith devenind astfel prima artistă ce semnează un contract cu Bad Boy Entertainment.
Pe lângă cariera sa muzicală, Faith Evans este cunoscută și ca fiind văduva rapper-ului Cristopher „The Notorious B.I.G.” Wallace, cu care s-a măritat pe 4 august 1994, la doar câteva zile după ce s-au întalnit la o ședință foto. În 1997, melodia „I'll be missing you”, în colaborare cu Puff Daddy și trupa 112, devine cea mai bine vândută melodie a lui Evans, aducându-i astfel și un premiu Grammy în 1998.
Evans este de asemenea și actriță și scriitoare, debutul său pe marile ecrane fiind reprezentat de filmul Turn It Up. În 2008 își lansează autobiografia, denumită Keep The Faith: A Memoir. În 2009, dartea câștigă African American Literary Award la categoria Best Biography/Memoir (cea mai bună biografie/memoriu).

## Viața
Evans s-a născut în Lakeland, Florida, având o mamă de origine african-americană, Helene Evans, cântăreață profesionistă. Tatăl său, Richard Swain, a fost un cântăreț italian, el părăsind familia înaintea nașterii lui Faith. Jumătate de an mai târziu, Helen se întoarce în Newark, New Jersey, lasând-o astfel pe Faith cu Johnnie Mae și soțul acesteia, Orvelt Kennedy, părinți adoptivi ce au crescut mai mult de 100 de copii în perioada în care a stat Faith la aceștia.
Crescută într-o familie creștină, Evans începe să cânte în biserică la vârsta de 2 ani. La vârsta de 4 ani, aceasta atrage atenția congregației bisericii Emmanuel Baptist (din Newark). Pe perioada liceului cântă în diferite trupe de jazz, iar încurajată de mama sa, începe să participe și la alte concursuri și festivaluri, unde vocea sa ar fi putu fi recunoscută mai ușor. După terminarea liceului, în 1991, Evans se înscrie la Universitatea Fordham din New York City dar în anul următor i se naște fetița, Chyna, tatăl fiind Kiyamma Griffin. Câteva luni mai târziu, Faith se mută în Los Angeles, unde lucrează cu Al B. Sure, fiind remarcată de Sean „Puff Daddy” Combs. Impresionat, Combs îi oferă acesteia un contract, devenind astfel prima artistă ce semnează cu Bad Boy Entertainment, în 1994.

## Carieră muzicală

### 1994—2004: Bad Boy Records
Fiind o nouă achiziție pentru Bad Boy Records, Evans a fost consultată de către producătorul executiv, Combs, pentru a contribui la albumul My Life (1994) a artistei Mary. J. Blige și la albumul de debut a lui Usher (1994) înainte de a începe lucrul la albumul său de debut Faith. Lansat pe 29 august 1995 în America de Nord, albumul a fost o colaborare cu producătorii Chucky Thompson și Sean Combs, dar într-un final a fost înregistrat de Poke & Tone și Herb Middleton. Faith a devenit un succes datorită melodiilor precum „You Used To Love Me” și „Soon as I Get Home”. Albumul a primit o certificare RIAA, prin care i se acordă discul de platină, având peste 1.500.000 de copii vândute.
După moartea lui Notorious în 1997, Evans lansează piesa „I'll Be Missing You”, produsă de Sean Combs. Piesa, bazată pe negativul melodiei celor de la Police, „Every Breath You Take” devine un succes internațional, debutând pe locul 1 în Billboard Hot 100 în anul 1997, rămânând pe locul 1 timp de 11 săptămâni.

### 2004—2007: Capitol Records
După despărțirea de Bad Boy Entertainment, Evans a semnat un contract cu compania Capitol Records, devenind astfel prima artistă de R&B contemporan care face acest lucru. Începe lucrul la al patrulea său album, intitulat The First Lady, denumit astfel după porecla pe care a primit-o în cadrul ultimei sale case de discuri. Spre deosebire de perioada de la Bad Boy, când melodiile erau compuse în mare de producătorii casei de discuri, venirea la Capitol Records a însemnat pentru Evans un moment în care i-a fost permis un control creativ asupra albumului, consultând astfel producători precum Bryan-Michael Cox, Jermaine Dupri, Mike Caren, Pharrell Williams și Chucky Thompson.

### 2008—prezent: Pauza și E1 Entertainment
După o pauză prelungită, Evans semnează un contract cu E1 Entertainment, cea mai mare casă de discuri independentă din Statele Unite, în anul 2010. Al șaselea său album de studio, Something About Faith a fost lansat pe 5 octombrie, 2010 în Statele Unite și pe 6 decembrie, 2010 în the Marea Britanie. În Statele Unite, debutul albumului i-a adus locul 15 în Billboard 200 și locul 1 în cadrul Independent Albums chart. De pe albumul „Something About Faith” a fost extrasă piesa „Gone Already”, fiind selectată drept single. În data de 14 februarie, un videoclip HD al piesei Right Here a fost lansat pe contul oficial de YouTube al artistei, sugerând astfel că acesta ar fi cel de-al doilea single de pe album, lucru însă neconfirmat.

## Alte ocupații

### Cariera de actriță
Apărând în prealabil în piese de teatru, Evans și-a început cariera de actriță într-un rol secundar în filmul Turn It Up, alături de Jason Statham și Ja Rule.

### Cariera de scriitor
Evans și-a lansat biografia, numită Keep the Faith: A Memoir, pe data de 29 august 2008. Aceasta prezintă în detaliu viața artistei dar atinge și subiectul controversat al relației artistei cu Notorious B.I.G..

## Viața personală
Înainte de relația cu Notorious B.I.G., Evans a avut o relație cu Kiyamma Griffin. Cei doi au împreună o fiică, pe nume Chyna (născută în 1 aprilie, 1993).

## Discografie

### Albume de studio
- 1995: Faith
- 1998: Keep the Faith
- 2001: Faithfully
- 2005: The First Lady
- 2005: A Faithful Christmas
- 2010: Something About Faith

## Filmografie
- 2000: Turn It Up
- 2003: The Fighting Temptations
- 2011: Blondie: The Florence Ballard Story

## Premii și realizări
- African American Literary Award
  - 2009: African American Literary Award: Keep the Faith (A Memoir) (câștigat)
- BET Awards
  - 2002: Best Female R&B Artist (nominalizată)
- Premiile Grammy
  - 2011: Best Female R&B Vocal Performance: "Gone Already" (nominalizată)
  - 2003: Best Contemporary R&B Album: Faithfully (nominalizată)
  - 2002: Best R&B Performance by a Duo or Group: "Can't Believe" w/ Carl Thomas (nominalizată)
  - 2000: Best R&B Performance by a Duo or Group: "Heartbreak Hotel" w/ Whitney Houston & Kelly Price (nominalizată)
  - 1999: Best Female R&B Vocal Performance: "Love Like This" (nominalizată)
  - 1998: Best Rap Performance by a Duo or Group: "I'll Be Missing You" w/ Diddy (câștigat)
- Lady of Soul Awards
  - 2000: Outstanding Music Video: "Love Is Blind" (by Eve ft. Faith Evans) (nominalizată)
  - 1996: Best Female R&B/Soul Album: Faith (câștigat)
  - 1996: Best R&B/Soul or Rap New Artist: "You Used to Love Me" (nominalizată)
- MTV Video Music Awards
  - 2000: Best Rap Video: "Love Is Blind" (by Eve ft. Faith Evans) (nominalizată)
  - 1999: Best R&B Video: "Heartbreak Hotel" (nominalizată)
  - 1997: Best R&B Video: "I'll Be Missing You" (câștigat)
  - 1997: Viewer's Choice: "I'll Be Missing You" (nominalizată)
- Soul Train Awards
  - 2006: Best Female R&B/Soul Album: The First Lady (nominalizată)
  - 1998: Outstanding Music Video: "I'll Be Missing You" (câștigat)